# Río Vizcachas de Pulido
El río Vizcachas de Pulido o río Vizcachas, es un curso natural de agua en la Región de Atacama que nace en el portezuelo del mismo nombre en la cordillera de los andes y fluye con dirección general SO y confluye con el río Ramadillas para dar origen al río Pulido de la cuenca del río Copiapó.
(No se debe confundir con el río Vizcachas en la cuenca del río Serrano.)

## Trayecto
El río Vizcachas de Pulido nace en el portezuelo Homónimo en la divisora de aguas del río Turbio (Jorquera) en la cordillera de los Andes con dirección general SO, tras dirección inicial es SO recibe por su ribera derecha las aguas del río Plaza, Tras la junta con el río Plaza gira derechamente hacia el sur para recibir las aguas del río Pircas Coloradas que viene desde el este. Desde allí continua en la dirección sur hasta su confluencia con el río Ramadillas para dar origen al río Pulido en la localidad de Ramadilla.

## Caudal y régimen
Un informe de impacto ambiental deduce que el río Pircas Coloradas es el principal afluente del río Vizcachas de Pulido. Aguas abajo de esa confluencia se midieron caudales medios de 28 l/s y 37 l/s en el río Pulido.: 49 

## Historia
Luis Risopatrón lo describe en su Diccionario Jeográfico de Chile (1924) sobre el río:: 909 
Vizcachas de Pulido (Río). Nace en el portezuelo del mismo nombre, corre hacia el SW i se vacía en rio Pulido, del de Jorquera. 98, carta de San Román (1892); 118; p. 119; 134; i 156; i Pulido de Vizcachas en 98, ii, p. 416.